# Śmielów (przystanek kolejowy)
Śmielów – zlikwidowany wąskotorowa przystanek kolejowy w Śmiełowie na linii kolejowej Przybysław – Lgów, w powiecie jarocińskim, w województwie wielkopolskim, w Polsce. Przystanek należał do Jarocińskiej Kolei Powiatowej.